# Karl Friedrich Knorre
Karl Friedrich Knorre (né le 28 mars 1801 à Dorpat, aujourd’hui Tartu en Estonie et mort le 29 août 1883 à Berlin) est le premier astronome de la mer Noire. Il est né au sein d’une famille allemande venue de Saxe dans la ville universitaire de Dorpat, alors en Livonie, province de l’empire russe. Sa carrière d’astronome naval se déroule entièrement, de 1820 à 1871, dans le sud de la Russie à Nikolaev, alors port militaire et arsenal de la marine russe à 120 km d’Odessa et aujourd’hui en Ukraine. Avec son père Ernst Christoph Knorre et son fils Victor Knorre, tous deux astronomes, il forme ce que l’on a appelé « la dynastie des astronomes Knorre », honorée par l'astronome soviétique Lioudmila Tchernykh, qui lui dédia un astéroïde, (14339) Knorre.

## Formation et carrière

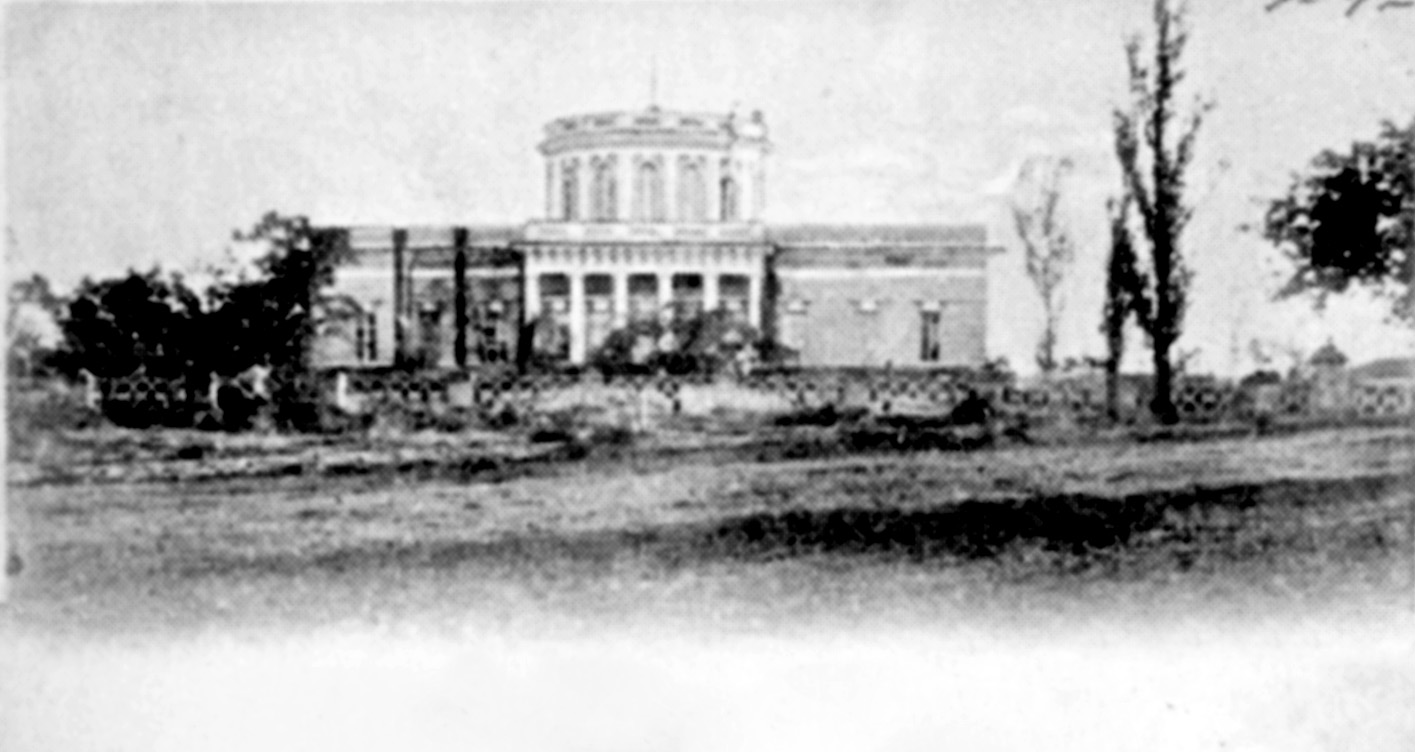
L’Observatoire de Nikolaev

Karl Friedrich Knorre n’a pas encore dix ans quand son père, professeur de mathématiques à l’université de Dorpat et observateur à l’observatoire de Dorpat, meurt subitement, laissant sa famille sans ressources. Sa mère, Sophie née Senff, trouve refuge avec ses trois fils âgés de 11, 9 et 4 ans auprès de son frère Karl Senff, professeur de beaux-arts à l’université de Dorpat. Influencé par les travaux de son regretté père, Karl Friedrich Knorre s’adonne alors avec passion à l’étude des mathématiques et des sciences exactes. Elève brillant, il donne des cours particuliers de mathématiques et de latin à ses camarades de classe et même à des adultes, ce qui lui permet d’aider sa mère à payer ses études. Karl August Senff devient le tuteur légal de ses neveux et prend en mains leur éducation. Lorsque Karl Friedrich, à l’âge de 15 ans, est jugé apte à entrer à l’université, Senff lui conseille de choisir la théologie comme matière d’étude et, malgré son attirance pour les disciplines scientifiques, Karl Friedrich s’inscrit docilement à la faculté de théologie. Cependant, il se met à suivre en parallèle les enseignements de l’astronome Friedrich Georg Wilhelm von Struve, nouveau directeur de l’observatoire de Dorpat, dont il devient bientôt le disciple. Struve apprécie les qualités d’intelligence, de rigueur et de persévérance de Knorre dont il fait l’un de ses assistants. En 1820 Struve recommande son protégé à l’amiral Alexis Greigh (d’ascendance écossaise), commandant en chef de la flotte de la mer Noire, pour le poste de directeur du futur observatoire naval de Nikolaïev. Une fois sa candidature acceptée, Knorre reste encore six mois à Dorpat afin de se perfectionner puis part rejoindre son poste à Nikolaïev où il va demeurer 51 ans.
Pendant les cinq premières années de son séjour à Nikolaïev, Knorre consacre son temps à une double tâche : mener des observations sur le cercle méridien Liebherr de 2 pieds, joyau de l’observatoire privé de l’amiral Greigh, et dispenser des cours d’astronomie pratique aux aspirants de l’Ecole navale de Nikolaïev. Alors que les travaux de construction de l’observatoire de Nikolaïev avancent, l’amiral Greigh se préoccupe d’acquérir en Europe tout le matériel scientifique nécessaire à son équipement. Il décide de charger Knorre de faire la tournée des meilleurs fabricants européens dans chaque spécialité ainsi que de se perfectionner dans la pratique des instruments auprès des meilleurs astronomes européens. C’est ainsi que, muni de l’autorisation des plus hautes autorités de l’Empire, le tsar Nicolas Ier et l’Académie des Sciences de Saint-Pétersbourg, ainsi que d’un pécule de 1 000 ducats, Knorre se met en route début juin 1825 pour un périple en diligence qui va durer plus de deux ans. Sa première étape est pour Dorpat où il retrouve Struve qui lui fait essayer son nouveau cercle méridien Ertel de trois pieds qu’il a installé lui-même en 1822 et le conseille sur le soubassement à prévoir pour recevoir un tel instrument. Puis Knorre gagne Königsberg (aujourd’hui dans l’enclave russe de Kaliningrad) où il rencontre dans son observatoire Friedrich Wilhelm Bessel qui lui réserve le meilleur accueil. Ils procèdent ensemble à des observations sur son cercle méridien. À la demande de Bessel, Knorre s’engage à effectuer des calculs pour ses Tables de Königsberg ainsi qu’à établir la 5e feuille de la carte du ciel, vaste entreprise lancée par l’Académie des Sciences de Berlin. Plus précisément, il est chargé de dresser la carte pour la zone du ciel comprise entre 3h56 et 5h54 d’ascension droite et entre –15° et + 15° de déclinaison.
Knorre poursuit son voyage d’étude vers l’Europe occidentale. Figurent parmi les étapes marquantes de ce périple : Berlin, où Knorre visite l’atelier de Pistor, spécialiste des machines à divisions, Gotha, où Knorre rencontre Johann Franz Encke à son observatoire de Seeberg et observe avec lui le passage de ce que l’on appellera « la comète de Encke », Altona où Knorre rencontre Heinrich Christian Heinrich Christian Schumacher, le célèbre rédacteur en chef de la revue Astronomische Nachrichten où plus tard il publiera nombre d’articles. À Hambourg il visite l’atelier de l’astronome et mécanicien de précision Johann Georg Repsold, fondateur de l’une des meilleures fabriques d’instruments astronomiques de l’époque. Puis il s’embarque pour l’Angleterre. À l’observatoire de Greenwich, Knorre travaille pendant 15 jours sur un télescope Ramage de 27 pieds et un Dollond de 25 pieds et compare leurs performances avec celles des cercles méridiens Reichenbach. À Londres il rencontre le célèbre technicien de précision Edward Troughton qui lui montre son horizon rotatif. Puis Knorre consacre une brève visite à l’observatoire de Dublin où il est reçu par l’astronome John Brinkley qui lui montre son cercle méridien de 8 pieds fabriqué par Jesse Ramsden. Puis, en juin 1826, il quitte l’Angleterre pour gagner Paris où il va séjourner jusqu’en mars 1827 dans une chambre au no 5, rue Corneille, en bordure du « Théâtre Français » ou Odéon. À Paris, il visite l’atelier du maître-horloger Abraham-Louis Breguet et fut reçu par Louis-Antoine Breguet, fils et successeur du génial fondateur de la firme décédé en 1823. Il prend contact avec les meilleurs fabricants d’instruments d’optique, Cauchoix et Leribours, et achète un mètre-étalon en fer au spécialiste Jean-Nicolas Fortin. À l’observatoire de Paris il est impressionné par un grand télescope équatorial, relié à une horloge qui lui transmet son mouvement quotidien. Cette œuvre est attribuée à Henri Gambey, qualifié par Knorre de « plus excellent ingénieur-mécanicien de France ». Par ailleurs, il suit les cours de plusieurs astronomes français, Jean-Baptiste Biot, Jacques Philippe Binet et en particulier François Arago avec lequel il se lie d’amitié et correspondra par la suite durant des années.
Fin mars 1827, Knorre quitte Paris pour le sud de l’Allemagne où il rend visite aux astronomes de Mannheim, Spire, Karlsruhe et Tübingen.  Puis, début juin 1827, il gagne Munich où il retrouve Bessel, venu pour affaires. Ils passent ensemble trois semaines à discuter d’astronomie et à rendre visite aux meilleurs fabricants d’optique de Bavière. Ils voient d’abord Ertel à qui Knorre a passé commande d’un cercle méridien destiné à l’observatoire de Nikolaïev, sur le modèle fourni à Dorpat. Ertel écoute les recommandations de Bessel sur certaines spécificités de l’instrument destiné à Nikolaïev. Ils se rendent aussi à l’Institut Utzschneider de Benedictbeuern où Knorre s’intéresse aux nouveaux procédés de fabrication de lentilles. Les deux dernières étapes de son périple sont consacrées aux observatoires de Vienne et de Buda. Riche d’enseignements, d’expériences et de contacts scientifiques précieux qui vont se poursuivre, Knorre regagne Nikolaïev le 23 août 1827 et trois jours plus tard rend à l’amiral Greigh son rapport rédigé en français, alors langue de travail de l’Académie des Sciences de Saint-Pétersbourg.
Quelques semaines plus tard, Knorre emménage dans son appartement de fonction situé dans le bâtiment central de l’observatoire. Dès son retour, il est happé par ses obligations d’astronome en titre, au détriment de ses activités de recherche astronomique. Dépourvu de tout personnel pour le seconder, il est forcé d’accomplir les tâches les plus diverses, jusqu’au plus subalternes. Il reprend ses cours à l’École navale de Nikolaïev jusqu’en 1865 et ces cours font l’objet de publications. Durant trente ans il fournit un soutien astronomique et géodésique à la flotte de la mer Noire et dirige toutes les campagnes hydrographiques menées en mer Noire, mer d’Azov et mer de Marmara, de même que dans les détroits et les fleuves de la région. Il publie divers articles dans des revues scientifiques, dont Astronomische Nachrichten. Honorant sa promesse à Bessel, il participe aux calculs de ses Tabulae Regiomontanae ou Tables de Königsberg qui paraissent à Königsberg en 1830. Il apporte des contributions à l’ouvrage de Demidoff4, livre durant de longues années ses observations magnétiques et météorologiques aux collections Kupffer et fournit annuellement les données astronomiques pour les calendriers d’Odessa et de Tiflis.
Son œuvre la plus importante reste la Feuille no 5 de la carte stellaire de l’Académie des Sciences de Berlin. Par sa richesse et sa haute précision jusqu’alors inégalées, elle permit à d’autres astronomes, amateurs comme professionnels, de découvrir de nouvelles petites planètes. En la matière, Knorre est à la fois un précurseur et un passeur. C’est grâce à cette carte que le secrétaire de poste en retraite Karl Ludwig Hencke de Driesen découvrit Astrée en 1845. De même, le 18 octobre 1847, l’astronome John-Russell Hind réussit-il, à l’aide de cette même carte, à découvrir une autre petite planète nommée Flora. Ainsi le travail de Knorre permit-il, au cours des années suivantes, la découverte d’un grand nombre de petites planètes du Système solaire.
En septembre 1871, après plus de cinquante ans de bons et loyaux services, Karl Friedrich Knorre obtient sa retraite, le grade de Conseiller Privé et le titre de noblesse héréditaire qui lui était attaché.

## Vie familiale

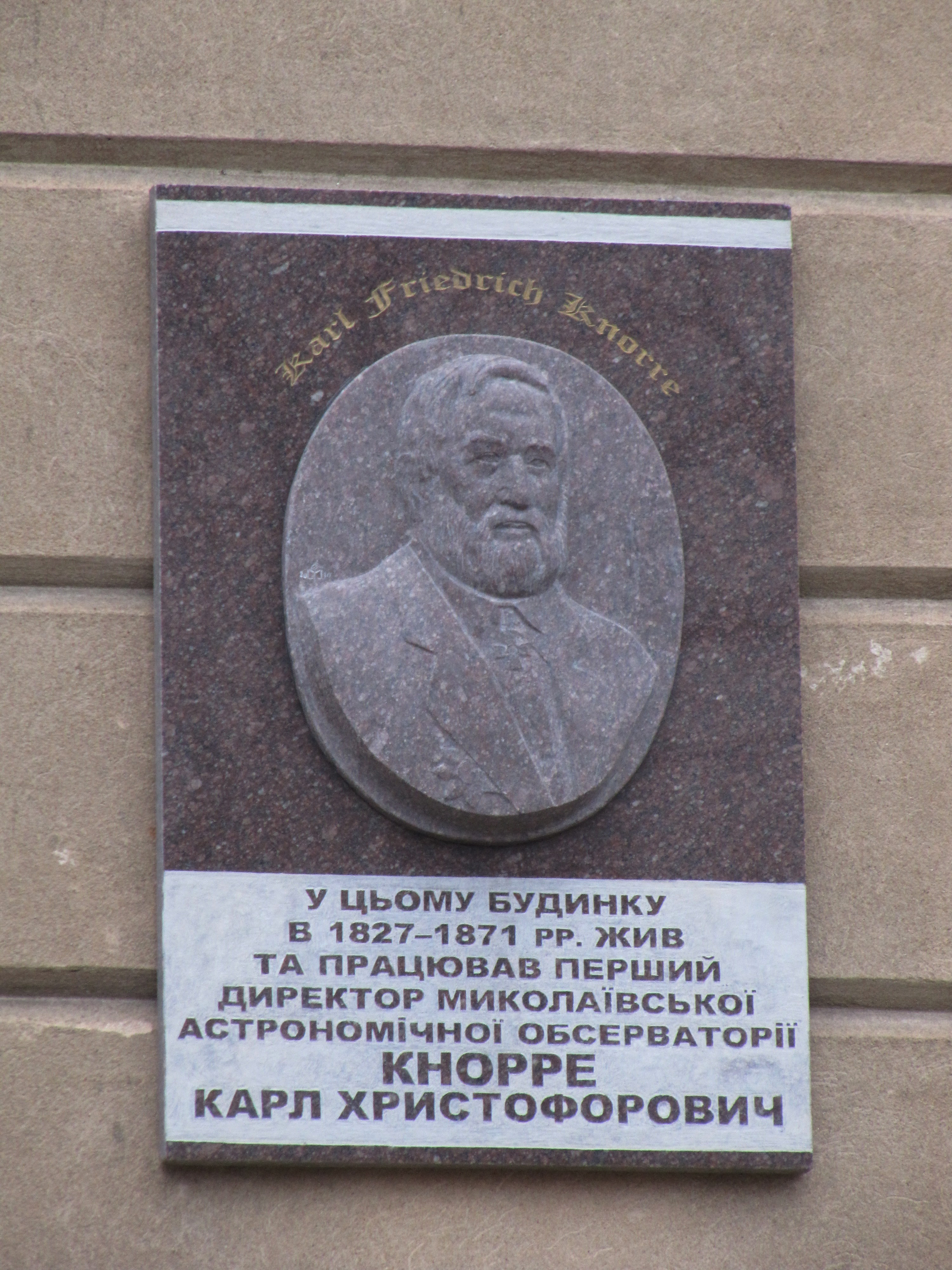
Plaque commémorative.

Karl Friedrich Knorre fut marié trois fois et eut de nombreux enfants. En 1829, il épouse Elisabeth von Dieterichs, fille du directeur des Douanes d’Odessa, qui lui donne un fils. Après la mort d’Elisabeth en 1832 à la suite d’une erreur médicale, il épouse sa sœur, Dorothea von Dieterichs, en 1833. Celle-ci lui donne cinq filles et huit garçons viables. En 1851, elle meurt, épuisée, après la naissance de son quatorzième enfant. Knorre envoie tous ses fils étudier au célèbre Polytechnicum de Zurich et tous feront des carrières scientifiques ou techniques. Seul Victor étudia l’astronomie à Berlin auprès de Wilhelm Julius Foerster, devint astronome et s’illustra à l’Observatoire de Berlin. Enfin, en 1852 Knorre contracte une troisième union avec Emilie von Gavel qui en 1859 lui donne un dernier fils. Celui-ci aussi embrassera une carrière scientifique, dans le domaine de la chimie.
Dès l’obtention de sa retraite en 1871, Karl Friedrich devenu « von Knorre » part rejoindre son fils Victor à Berlin en compagnie de sa troisième épouse et de ses plus jeunes enfants. C’est là qu’entouré des siens il vit encore douze ans et s’éteint le 29 août 1883